# Geelvinkbaai (afdeling)

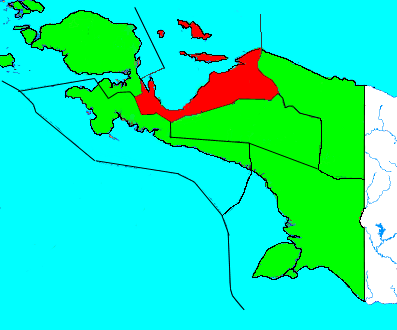
De ligging van Geelvinkbaai

De Afdeling Geelvinkbaai was een van de zes afdelingen waarin Nederlands-Nieuw-Guinea was verdeeld. De Afdeling Geelvinkbaai lag in het noorden van de kolonie, aan de gelijknamige Geelvinkbaai. De hoofdplaats en zetel van de resident was Biak. De afdeling telde zo'n 78.000 inwoners (schatting 1955), waarvan er 4400 in de hoofdplaats Biak woonden.
De Afdeling Geelvinkbaai was bestuurlijk verdeeld in vier onderafdelingen:
- Schouteneilanden (hoofdplaats: Biak)
- Japen (hoofdplaats: Seroei)
- Waroppen (hoofdplaats: Waren)
- Wandammen (hoofdplaats: Wasior)

Hollandia · Geelvinkbaai · Centraal Nieuw-Guinea · West Nieuw-Guinea · Fak-Fak · Zuid Nieuw-Guinea